# Поди (Астраханська область)
Поди (рос. Поды) — село у Чорноярському районі Астраханської області Російської Федерації.
Населення становить 791 особу. Входить до складу муніципального утворення Чорноярська сільрада.

## Історія
Населений пункт розташований на території українського етнічного та культурного краю Жовтий Клин. Від 1928 року належить до Чорноярського району.
Згідно із законом від 6 серпня 2004 року органом місцевого самоврядування до 1 вересня 2016 року було Село Поди. Відтак, після його ліквідації, стало підпорядковуватися Чорноярській сільраді.

## Населення
| 2002 | 2010 | 2012 | 2013 | 2014 | 2015 |
| ---- | ---- | ---- | ---- | ---- | ---- |
| 804  | ↘798 | ↘776 | ↗781 | ↗791 | →791 |